# ييغرمايستر
ييغرمايستر (بالألمانية: Jägermeister) هو مشروب ألماني هضمي يُصنع من 56 نوعاً من الأعشاب والتوابل. تم تطويره في عام 1934 بواسطة فيلهلم وكورت ماست، وتبلغ نسبة الكحول فيه 35% (أي 61 درجة برهان أو 70 برهان أمريكي). لم تتغير وصفته منذ إنشائه، ولا يزال يُباع في زجاجة خضراء اللون. يُعد المنتج الرئيسي لشركة "ماست-ييغرمايستر SE"، التي يقع مقرها في مدينة فولفنبوتل، ألمانيا.

## التاريخ
كان فيلهلم ماست يعمل في صناعة الخل وتجارة النبيذ في مدينة فولفنبوتل بألمانيا. وكان ابنه كورت ماست (1897–1970) شغوفًا بصناعة المشروبات الروحية والليكيور، وحرص على مساعدة والده في العمل منذ صغره. في عام 1934، وعندما كان عمره 37 عامًا، تولى كورت إدارة أعمال والده وابتكر وصفة مشروب "ييغرمايستر".
كان كورت صيادًا متحمسًا. واسم "ييغرمايستر" يعني حرفيًا بالألمانية "سيد الصيادين" أو "رئيس الصيد"، وهو لقب يُمنح لمسؤول رفيع المستوى يشرف على شؤون الصيد وحماية الحياة البرية. وقد استُخدم مصطلح "ييغرمايستر" كوظيفة رسمية لعدة قرون. وفي عام 1934، أعادت "قانون الصيد الرايخي" (بالألمانية: Reichsjagdgesetz) تعريف المصطلح ليشمل كبار موظفي الدولة المسؤولين عن الغابات والحياة البرية، مثل حراس الصيد والمفتشين. وقد عُيّن هيرمان غورينغ في ذلك الوقت بلقب "رايخز-يايرمايستر" (بالعربية: رئيس الصيد الرايخي). ولهذا، عندما طُرح مشروب ييغرمايستر في عام 1935، كان الاسم معروفًا بالفعل لدى الألمان، الذين أطلقوا عليه أحيانًا اسم "مشروب غورينغ".
نال ييغرمايستر شهرة عالمية أوسع بفضل رجل الأعمال الأمريكي سيدني فرانك (1919–2006)، الذي كان يدير شركة لاستيراد المشروبات الكحولية. ومنذ ثمانينيات القرن الماضي، روّج للمشروب بين الشباب والطلاب، كمشروب مخصص للحفلات – وهي فئة مختلفة تمامًا عن صورته التقليدية في ألمانيا، حيث كان يُعتبر مشروبًا محافظًا يُتناول بعد العشاء للمساعدة على الهضم. ووصفت مجلة "نيويورك" فرانك بأنه "عبقري ترويجي" لأنه جعل "مشروبًا يحمل اسمًا يصعب نطقه، كان يُشرب عادة من قِبل الألمان الكبار في السن من الطبقة العاملة، رمزًا للمرح والحفلات". وفي عام 2015، قامت شركة "ماست-ييغرمايستر" بشراء شركة "سيدني فرانك إمبورتنغ" بالكامل.

## التركيبة

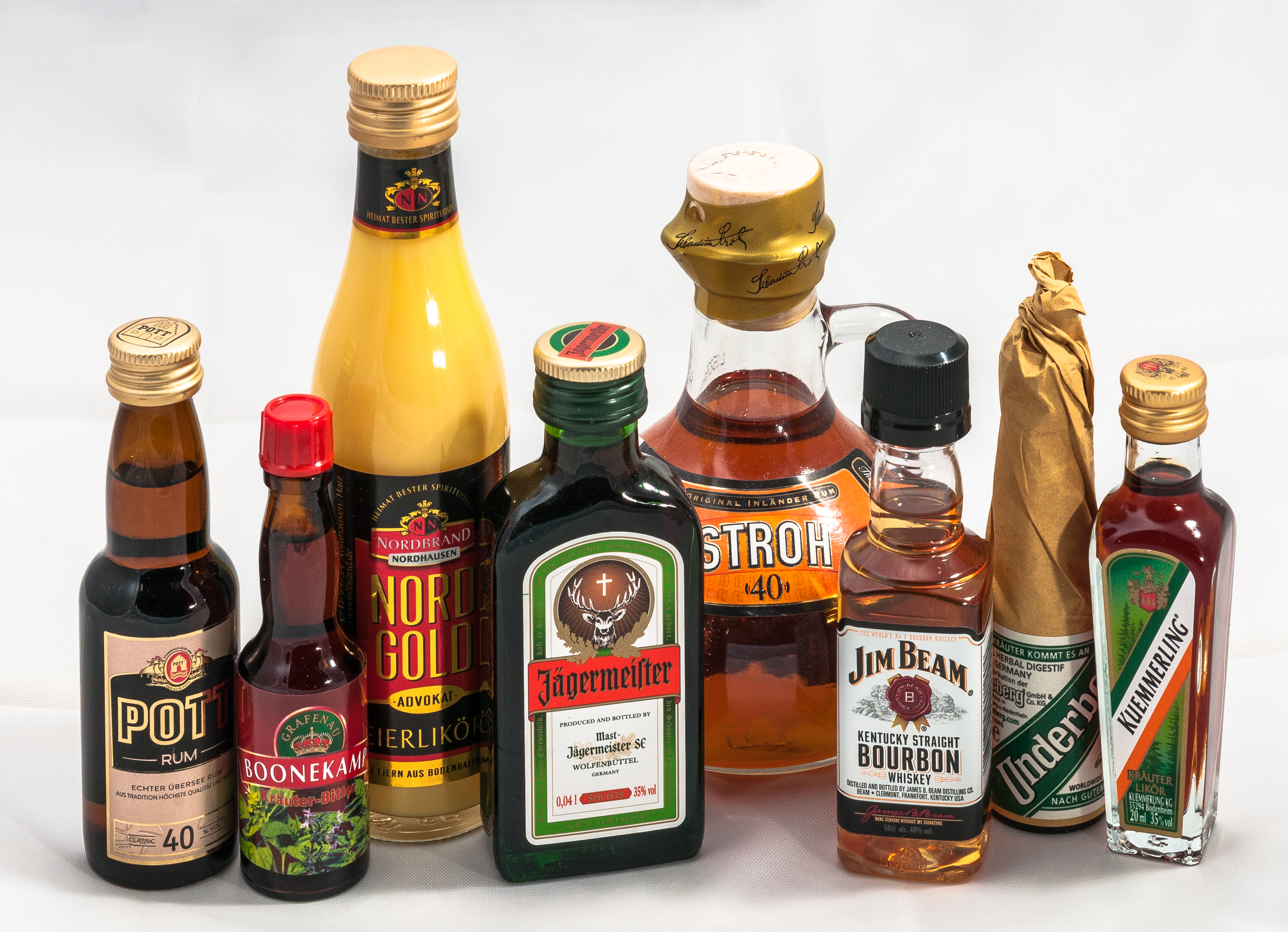
مشروبات ييغرمايستر المختلفة

ييغرمايستر هو نوع من الليكور يُعرف باسم كرويترليكور، أي (بالعربية: ليكيور الأعشاب). ويشبه مشروبات عشبية أوروبية أخرى مثل "غاميل دانسك" من الدنمارك، و"فات فروموس بالسام" و"نوكول دي أور" من مولدوفا، و"بيرينبورغ" من هولندا، و"يونيكوم" من المجر، و"بيشروفكا" من جمهورية التشيك، و"غروزكسا جولادكوفا" من بولندا، و"ديمانوفكا" من سلوفاكيا، و"بيلينكوفاتش" من كرواتيا، و"ريغا بلاك بالسام" من لاتفيا، و"غروكي ليست" من صربيا، و"فيرنيت-برانكا" من إيطاليا، و"ليكور بيراو" من البرتغال، و"شارترز" و"بينيديكتين" من فرنسا. لكن بالمقارنة مع هذه المشروبات، يتميز ياغرمايستر بمذاقه الأحلى. وفي ألمانيا نفسها، هناك العديد من المنافسين مثل "كيلبتيش"، "كيمرلينغ"، "شيركر فويرشتاين"، "شفارتسهوغ"، "فورتسلبيتر"، و"أوندر بيرغ"، وبعضهم يتمتع بمذاق حلو مشابه.
تتكوّن وصفة ييغرمايستر من 56 نوعًا من الأعشاب والفواكه والجذور والتوابل، منها قشور الحمضيات، عرق السوس، اليانسون، بذور الخشخاش، الزعفران، الزنجبيل، توت العرعر، والجانسنيغ. تُطحن هذه المكونات ثم تُنقع في الماء والكحول لمدة يومين إلى ثلاثة أيام. بعد ذلك يُصفّى المزيج ويُخزن في براميل من خشب البلوط لمدة تقارب السنة. ثم يُصفّى المشروب مرة أخرى ويُخلط مع السكر والكراميل والكحول.
توصي الشركة بتقديم ييغرمايستر بارداً جداً، وتُفضل حفظه في الفريزر بدرجة حرارة −18 درجة مئوية (0 فهرنهايت)، أو تقديمه من الصنبور (tap) بدرجات تتراوح بين −15 و−11 درجة مئوية (5 و12 فهرنهايت).
وعلى عكس الشائعة المنتشرة عبر الإنترنت، فإن ياغرمايستر لا يحتوي على دم الغزال أو الأيل.